# Обикновени хондрити
Обикновените хондрити са клас метеорити от типа хондрити. Определени са като обикновени, защото са най-често срещаните каменни метеорити и представляват повече от 85% от всички хондрити, паднали на Земята. Някои изследователи предполагат, че високият процент на обикновените хондритни падания може да се дължи на съвпадението на орбитите на някои близкоземни астероиди. Обикновените хондрити произхождат от първичната материя и са по-стари от всички минерали, известни на Земята.

## Произход
Прието е, че основният източник на голяма част от метеоритите е Астероидният пояс, което означава, че астероидите в някои специфични негови райони имат химически и минералогичен състав, идентичен с този на метеоритите. Базирайки се на това, учените се опитват да открият коя група метеорити от кой вид астероиди произхожда, но такова идентифициране е доста трудно. Предполага се, че родителските тела на обикновените хондрити са светлите астероиди от клас S. Когато тези астероиди са проучени по-подробно, се оказва, че при тях съотношението на оливин към пироксен е малко по-различно. S астероидите са разделени на седем подкласа и тези от подклас S (IV) имат минералогии, които най-добре съответстват на обикновените хондрити. Това е подкрепено и от измерванията, направени от рентгеновия спектрометър на борда на роботизираната космическа сонда НИЪР Шумейкър, изследвал елементарния състав на повърхността на астероида 433 Eрос. С изключение на ниското съдържание на сяра, неговият състав е в съответствие с този на обикновените хондрити.
Спектрите на повърхностите на астероидите от клас S обаче не съвпадат напълно с тези на обикновените хондрити. Разминаването е обяснено едва през 2010 г., когато японският космически апарат Хаябуса се завръща на Земята от астероида Итокава с над 1500 частици прах. Те имат повърхности, характерни за астероид от клас S, но вътрешността им е идентична по състав с обикновените хондрити. Резултатите показват, че повърхностите на астероидите са променени от процеси, наречени космическо изветряне, които са отговорни както за измерването на ниско съдържание на сяра на Ерос, така и за несъответствието между спектрите на обикновените хондрити и астероидите от клас S.
Общоприето е, че хондритите от групите H, L и LL се образуват в поне три отделни родителски астероида. Няколко хондрита като Бюрбьоле (Bjurböle), Синтиана (Cynthiana), Княгиня (Knyahinya), Qidong и Xi Ujimgin попадат между основните L и LL групи, което вероятно показва образуването им в отделно родителско тяло.
Сравненията на спектрите на отразяване на H хондритите с тези на няколко астероида от Астероидния пояс показват като вероятно родителско тяло астероида 6 Хеба. Възможно е това да не е прекият източник на H хондритите, а само техен предшественик. Предполага се, че 6 Хеба се е сблъскал с друг астероид по време на неговата история, вследствие на което по-големи части от него се изместени в елиптична околоземна орбита. Смята се, че полученият рояк по-малки астероиди, са истинските родителски тела, от които произхождат Н хондритите.
Предполага се, че L хондритите произхождат от бивши части от околоземния астероид 433 Eros, който през 2001 г. е проучен подробно от НИЪР Шумейкър. Спектрите на отражение на 433 Eros и L хондритите са много близки, но повечето L хондрити показват признаци на тежък ударен метаморфизъм, предполагащ насилствена история на неговото родителско тяло. Възможно е истинският първоизточник на тези хондрити да е астероид, много подобен на 433 Ерос, или някаква бивша част от самия него, която е напълно разрушена при сблъска си с друг астероид.
Учените все още търсят вероятното родителско тяло на хондритите от групата LL. Забелязан е един малък астероид от главния пояс – 3628 Boznemcová, който показва спектър на отражение, подобен на спектрите на LL хондритите, но с диаметър само 7 км. Това изглежда твърде малко, за да се приеме за първоизточник на метеоритите от тази група. Възможно е той да е само фрагмент от техен общ предшественик.

## Възраст
Най-старите компоненти в метеоритите са огнеупорните включвания (КАВ), които са на възраст приблизително 4,567 милиарда години. С малки изключения, това са и обектите с най-голямо количество краткотрайни радиоактивни изотопи. Абсолютната възраст на хондрулите не е точно измерена. Изобилието на краткотрайния радионуклид алуминий-26 в тях при обикновените и въглеродните хондрити се обяснява с образуването им през продължителен период от време – от 1 милион до поне 3 и може би до 10 милиона години след огнеупорните включвания. Метаморфизмът в обикновените хондрити приключва между 5 и 55 милиона години след образуването на огнеупорните включвания. Тази възрастова граница вероятно отразява както размера на хондритните родителски тела, така и колко дълбоко в тях е бил разположен метеоритният материал. По-големите тела се охлаждат по-бавно, както и по-дълбоко заровените области в тялото.

## Състав и текстура
Обикновените хондрити се състоят от силикатна матрица, съдържаща частици от никел-желязо, и хондрули, съставени от силикати и понякога свободни метали. Силикатите са представени главно от оливинови и нискокалциеви пироксенови минерали, но се срещат и други силикати, например плагиоклази. Калциево-алуминиевите включвания (КАВ) са доста редки. В незначителни количества могат да присъстват сулфиди, оксиди, фосфати и други.
Съотношението на хлора и магнезия в огнеупорните литофилни елементи (със силен афинитет към кислорода), от една страна, и на селен и цинк от друга, са много сходни и за трите обикновени хондритни групи. Изобилието на сидерофилни елементи (със слаб афинитет към сярата и кислорода) намалява, а състоянието на окисляване се увеличава в последователността на групите H – L – LL. Наблюдават се малки текстурни различия между трите групи, а също и в изобилието на метали и размера на хондрулите.
Повечето обикновени хондрити са термично метаморфизирани в родителските си тела, което се доказва от прекристализацията на минералите и химическата хомогенизация. Този метаморфизъм се случва в почти затворена система по отношение на кислорода. По време на протичането му и прекристализацията, кислородните изотопи се преразпределят между минералните фази, съответстващи на пиковата метаморфна температура. Измереното фракциониране на минерални двойки (обикновено за основните минерали оливин, пироксен и фелдшпат) показва температури на метаморфизъм от 600 °C за L4 хондритите и 850 ± 50 °C за тези от петрографски типове 5 и 6. Изотопното равновесие, дори при хондритите тип 6, включва транспортиране на кислородни атоми само на разстояния от няколко милиметра.
Обикновените хондрити спадат към претрографски видове от 3 до 6 с няколко малки изключения, които показват водна промяна и са класифицирани като 3.0 – 3.1.

### Хондрули
Обикновените хондрити се характеризират с изобилие от големи хондрули с различни текстури и минерален състав. Размерите им варират до около 1 мм, но понякога, макар и рядко, са докладвани индивиди до размер на топка за голф. По-голямата част от хондрулите са непорфирни и богати на FeO, а тези, които са богати на алуминий, са рядко срещани. С нарастването на термичния метаморфизъм очертанията им постепенно се замъгляват и накрая изчезват. По подобен начин, с увеличаването на силата на понесен удар, хондрулите постепенно се изтриват и окончателно се унищожават.
Съставът на хондрулите е близък до този на слънчевата фотосфера, с изключение на изчерпването на елементите, по-летливи от желязото, които обикновено са по-разпространени в матрицата. Това взаимно допълване между хондрулите и матричния насипен състав е обект на много дискусии. Основните минерали в хондрулите са оливин и нискокалциев пироксен, с незначителна стъклена мезостаза, богата на Ca, Al, Na и K. Мезостазата е последният формиран финозърнест, до микрокристален материал, образуващ се между по-големите минерални зърна. В някои хондрули присъстват никел-желязо и троилит.
Хондрулите с по-редуцирани силикати се наричат тип I. Феромагнезиевите силикати в тях обикновено съдържат капчици от желязо и никел, които са по-малко разпространени в по-окисления ІІ тип. Хондрулите тип II съдържат оливин и пироксен с големи количества FeO и се предполага, че са се образували на по-окислено място.
Хондрулите показват широк спектър от текстури, отразяващи разнообразния им химичен състав, достигнатите пикови температури (1400 – 1850 °C), районите на образуването им, събитията на удари помежду им, повторното нагряване и последвалото охлаждане. Нагрятите до по-високи температури показват финозърнести, криптокристални (съставени от много фини кристалчета) текстури, докато подложените на по-слабо нагряване запазват някои кристални ядра, което води до порфирна текстура. Поне 15 % от хондрулите съдържат реликтови зърна, които вероятно са фрагменти, или зърна от по-ранните техни предшественици, или от калциево-алуминиеви включвания. Това показва, че образуването на хондрулите е повтарящ се процес, който включва смесване на материали от различни източници в продължение на няколко милиона години. Хондрулите тип I имат магмени ръбове от форстерит и енстатит, което предполага, че хондритната матрица може да бъде смес от силикатни прахови зърна от всички региони, където са се образували свързаните хондрули.

### Огнеупорни (труднотопими) включвания
Огнеупорни включвания в обикновените хондрити се състоят главно от минерали, които кристализират първо в облаците газ на Слънчевата мъглявина. От двата основни типа, калциево-алуминиевите включвания се състоят от огнеупорни калциеви, алуминиеви и титанови минерали като корунд, хибонит, гросит, перовскит, шпинел, мелилит, алуминиев диопсид (старо име фасаит) и анортит. Вторият тип, алуминиево-оксидните сфери (AOS), се състои от различни пропорции на форстерит, никел-желязна сплав, шпинел, анортит и алуминиев или титанов пироксен.

### Матрица
Обемът, който заемат матриците е по-малък от тези при въглеродните хондрити – около 10 – 15 %. Хидрологичните промени се наблюдават по-често в матрицата, отколкото в хондрулите. Финозърнестият материал е доминиран от оливин с доста голям диапазон на състава. При внимателно изследване изглежда, че матрицата е претърпяла значителни промени. В допълнение към слънчевите материали, в нея са включени и разпръснати зърна с предсоларен произход.
Много от обикновените хондрити съдържат светло и тъмно оцветени класти в областите, които са стопени при удар. Всички тези различни фракции имат характерния за хондритите състав, но спектралните разлики, които показват, могат да бъдат драстични. Те обаче са в съответствие с ефекта от космическото влияние. Този ефект е наречен „шоково потъмняване“, а обикновените хондрити, които са го изпитали – „черни хондрити“. Предполага се, че шоково потъмняване може да се случи и в метеорити, които не са преживели високи ударни нива. Смята се, че е възможно ефектът да се появи и при топене, предизвикано от триене, което възниква по време на удари. В резултат на това в метеоритната матрица се разпръскват метални петна и се създават мрежи от малки метални вени.
Черните хондрити са сравнително редки. Шоковото потъмняване е процес, който очевидно се е случил върху родителските тела на някои метеорити и може да се очаква да присъства поне при някои обекти в околоземна орбита. При посещенията си на Ерос и Итокава обаче, космическите апарати не са открили области, съответстващи на големи петна от материал, потъмнял от удар.

## Класификация
Обикновените хондрити съдържат само един клан, който, въз основа на различното съдържание на метал и минерални съставки, е разделен на три отделни групи – H (от High-Iron), L (от Low-Iron) и LL (от Low-Iron, Low-Metal). Те се различават главно въз основа на общото количество желязо и съдържанието на желязо в оливина и пироксена. Хондритите от група H съдържат най-много общо желязо, но най-малко от него в силикатните минерали. Тези от група LL съдържа най-малко общо желязо, но най-много в силикатите си. L групата е междинна между H и LL.
Изобилието на сидерофилни елементи може да се използва като индикатор за разграничаването на метеоритите от трите групи. Обикновените хондрити могат да показват различни степени на химична хомогенизация и текстурно равновесие, които са свързани с интензивността на претърпяния от тях термичен метаморфизъм.
Съществуват два метеорита, които попадат между първите две групи групи, въз основа на количеството сидерофилни елементи и състава от оливин и камасит. Те са класифицирани като H/L обикновени хондрити. Това са Tieschitz, паднал в Чехия през 1878 г. и Бремерфьорде, паднал през 1855 г. в Германия.

### Клан H – L – LL

#### H група
Остарялото название на тази група е бронзити, наречени така поради високото съдържание на бронзит, разновидност на ортопироксена. Това са тип хондрити с високо желязно съдържание, които принадлежат към петрографски видове от 3 до 7, с характерен пик в тип 5. Около половината от всички обикновени хондрити са класифицирани като Н хондрити, а 3/4 от тях принадлежат само към две петрографски групи – H5 и H6. Над 3400 са класифицирани като H5, около 1800 са H6, около 1400 са H4 и има само около 200 са H3. Включени са и някои редки, силно брекчирани метеорити, които съдържат фрагментирани късове от няколко петрографски вида. Метеоритите от групата наброяват повече от 7000 члена, които са свързани с високото съдържание на свободна никел-желязна сплав. Съдържат желязо от 25 до 31% от общото си тегло, като от него около 15 до 19% се намира в свободна, редуцирана форма. Поради това те лесно се привличат от магнит. Първичните минерали са оливин и бронзит.
След продължителни и подробни изследвания, направени от различни учени, през 2002 г. Wieler прави извода, че сблъсъците, произвеждащи Н хондрити, са редки събития, възникващи с честота не повече от няколко на милион години. Освен това те се случват толкова далеч, че на отчупените фрагменти са необходими също няколко милиона години, за да стигнат до Земята.

#### L група
Остарялото им название е хиперстенни или оливин хиперстенни хондрити, поради високото си съдържание на хиперстен, друга разновидност на ортопироксена. Тип с ниско желязно съдържание. Със своите около 6500 члена представляват втората по големина група обикновени хондрити. Съдържат желязо от 20 до 25% от теглото си, но само от 4 до 10% се намират в свободно състояние. Също се привличат от магнит, но много по-слабо от тези в Н групата. Принадлежат към петрографските видовете от 3 до 7, с пик при L6. Повече от 4000 са класифицирани като L6, около 1300 както L5, около 400 като L4, и само около 300 като L3. Понякога се срещат брекчирани членове, които съдържат фрагменти от няколко петрографски вида, но това е по-рядко отколкото в H групата. Освен магнетит и никел-желязо, съдържат още оливин и хиперстен.

#### LL група
Названието ѝ произлиза от „low iron, low metal“, означаващо тип с ниско съдържание на желязо и метали и с най-високо съдържание на силикатен FeO. В по-старата литература са определяни като „амфотерити“, тъй като са били смятани за свързващо звено между хондритите и ахондритите, но името вече не се използва. Това е най-малката група от класа обикновени хондрити, тъй като към нея са класифицирани само около 1100 члена, включително и вероятните комбинации. Обикновено съдържат желязо от 19 до 22% от теглото си, но само 1 до 3% са свободни метали и слабо се привличат от магнит. Принадлежат към петрографски видове от 1 до 7, без подчертан максимум. Около 400 броя са LL6, също толкова са LL5, повечето неуравновесени видове са LL4 и LL3, всеки от тях с около 70 члена. Оливинът, който съдържат е по-богат на желязо, отколкото при другите обикновени хондрити и следователно те са се образували при по-подчертани окислителни условия отколкото Н или L хондритите. В метеоритите от тази група често се откриват сложни органични вещества.